# Hourquette de Cap de Long
Pour les articles homonymes, voir Hourquette.
La hourquette de Cap de Long ou de Badet est un col de montagne pédestre des Pyrénées à 2 902 mètres d'altitude entre le Lavedan et la vallée d'Aure, dans le département français des Hautes-Pyrénées en Occitanie.
Il relie la vallée de Campbieil à l’ouest (Lavedan) et la réserve du Néouvielle (vallée d'Aure).

## Toponymie
Hourquette est un nom féminin gascon /hurketɵ/, dérivé de hourque « fourche », du latin furca. L'idée de fourche est un passage en « V », en principe plus resserré qu'un col et moins marqué qu'une brèche. Cap de Long signifie « la tête (de vallée) (au pied) du (pic) Long ».

## Géographie
La hourquette de Cap de Long est située entre le pic Maou (3 074 m) au nord-ouest et le pic Lentilla (3 157 m) au sud-est. Il surplombe le lac de Gourg de Cap de Long (2 845 m) et le glacier de Pays Baché au nord-est.

## Protection environnementale
Le col est situé dans le parc national des Pyrénées et fait partie d'une zone naturelle protégée, classée ZNIEFF de type 1, « montagnes de Campbieil et Barrada et vallon du Barrada » et « réserve du Néouvielle et vallons de Port-Bielh et du Bastan », et de type 2 : « haute vallée du gave de Pau : vallées de Gèdre et Gavarnie ».

## Voies d'accès
Le versant ouest est accessible depuis le hameau de Gèdre-Dessus, suivre l'itinéraire des granges de Campbieil ou lac de Bassia (2 283 m) puis à la cabane de Sausset prendre vers Cap de Long.
Par le versant est prendre le sentier au bord du lac de Cap de Long côté sud et prendre le sentier le long du ruisseau de Cap de Long.